# 파울 헤르만 뮐러

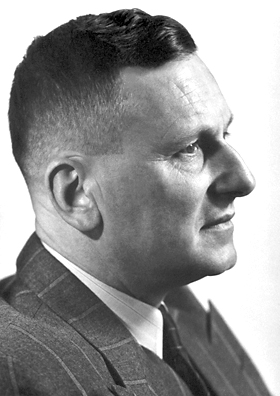
파울 헤르만 뮐러

파울 헤르만 뮐러(Paul Hermann Muller, 1899년 ~ 1965년)는 스위스의 화학자이다. 바젤 대학을 졸업하고, 바젤의 가이니 회사에 입사하였다. 1930년 가죽을 무르게 하는 합성제 일르가탄을 발명하였다. 1939년 농작물의 해충 대책을 연구하여 DDT를 새로운 방법으로 합성하여, 그 강력한 살충 효과를 발견하였다. 1942년에 DDT의 대량 생산에 성공하여 세계의 보건 위생에 공헌하였다. 1948년 살충제 연구의 새로운 분야를 개척한 공로로 노벨 생리학·의학상을 받았다.